# 神谷美千子
神谷 美千子（かみや みちこ、1973年 - ）は、日本のクラシック音楽のヴァイオリニスト。

## 経歴
名古屋市生まれ。5歳からヴァイオリンを始める。中学生までに久保田良作に師事。1989年、桐朋女子高等学校音楽科に入学。1992年、高校を卒業して桐朋学園大学ソリスト・ディプロマコースに入学、原田幸一郎に師事。1995年、ジュリアード音楽院に留学してドロシー・ディレイに師事、ロンドンではジョルジュ・パウクに師事。

## 受賞歴
- 1988年全日本学生音楽コンクール全国大会中学生の部第1位
- 1990年第59回日本音楽コンクールで入選
- 1992年東京国際音楽コンクール斎藤秀雄賞
- 1992年第39回パガニーニ国際コンクール第2位
- 1994年第4回インディアナポリス国際ヴァイオリン・コンクール第5位[3][4]
- 1997年第3回ハノーファー国際ヴァイオリン・コンクール第1位[5][6]

## 活動
1992年にパウロニア弦楽四重奏団を結成、その後2006年にアポロ弦楽四重奏団（第1ヴァイオリン：神谷美千子、第2ヴァイオリン：陶山歩、ヴィオラ：佐々木亮、チェロ：江口心一）を結成した。マネージメントはアスペンと契約している。

## 録音
- 桂冠ヴァイオリニストシリーズ：神谷美千子（1999年6月、ナクソス）

ベートーヴェン：ヴァイオリン・ソナタ第2番
シューベルト：ヴァイオリンとピアノのための二重奏曲 （ソナタ第4番）
サン＝サーンス：ヴァイオリン・ソナタ第1番
シューマン：ヴァイオリン・ソナタ第1番
ストラヴィンスキー：協奏的二重奏曲
武満徹：妖精の距離
ヨアヒム：ロマンツェ
ヴィエニャフスキ：華麗なるポロネーズ第2番